# Fusus clavatus
Fusus clavatus là một loài ốc biển, là động vật thân mềm chân bụng sống ở biển trong họ Fasciolariidae.
Fusus clavatus là một nomen dubium 